# اچ‌ام‌اس ال۳
اچ‌ام‌اس ال۳ (به انگلیسی: HMS L3) یک زیردریایی بود که طول آن ۲۲۲ فوت (۶۸ متر) بود. این زیردریایی در سال ۱۹۱۷ ساخته شد.